# Daniel de Tramecourt
Daniel Jerzy de Tramecourt (ur. 1950 w Lublinie, zm. 27 stycznia 2015 w Łodzi) – polski malarz, grafik, rzeźbiarz i rysownik.

## Życiorys
Wnuk Jerzego Albina de Tramecourt, wojewody lubelskiego i poleskiego. W 1988 roku wstąpił do Związku Polskich Artystów Malarzy i Grafików. Współtworzył Kazimierską Konfraternię Sztuki.
Przez kilka lat mieszkał w Paryżu, gdzie zetknął się z twórczością Alberto Giacomettiego, która stała się jego inspiracją. Po powrocie do kraju zamieszkał w Kazimierzu Dolnym.
Twórczość prezentował na wystawach międzynarodowych m.in. w Niemczech, Austrii, Szwajcarii i Francji.
Przewodnim motywem jego dzieł była martwa natura, pejzaż nadwiślański i postać kobiety.